# Račková
Račková je horský potok bystřinného charakteru na horním Liptově. Je to významný pravostranný přítok Belé a měří 12,6 km.
Vzniká v Západních Tatrách, v části Liptovské Tatry, vytéká z Račkových ples v nadmořské výšce 1 697 m n. m., na jižním úpatí Končisté (1 998,5 m n. m.). Na horním toku teče severojižním směrem, zleva přibírá Gáborov potok a zároveň formuje Račkovu dolinu. V jejím střední části přibírá několik krátkých přítoků z obou stran a stáčí se na jihozápad. Zprava dále přibírá významný Jamnický potok a značně rozšiřuje své koryto. Protéká Úzkou dolinou s malou vodní nádrží a vstupuje do Liptovské kotliny. Zde protéká rekreačním střediskem (chaty, lyžařské vleky, autokemp, minerální pramen) a postupně se stáčí více na jihojihovýchod. Na dolním toku vytváří četné ostrůvky a v období zvýšených průtoků vody často mění své koryto. Protéká ještě vedle skanzenu, zleva přibírá Krivuľi a u obce Pribylina ústí v nadmořské výšce 772 m n. m. do Belé.